# Nando Sanvito
Ferdinando Sanvito detto Nando (Carate Brianza, 6 dicembre 1957) è un giornalista italiano.

## Biografia
Laureato con lode in Lettere Moderne all’Università statale di Milano con una tesi sulla storiografia spagnola durante il periodo franchista, ha esordito come giornalista a Madrid, quando si è trovato coinvolto nel 1981 in un colpo di Stato militare in seguito  al quale inviò i suoi reportage ai giornali italiani, che all'epoca non avevano corrispondenti nella capitale spagnola. Dopo aver lavorato per Il Giornale e poi, al suo rientro in Italia, al settimanale Il Sabato, occupandosi di cronaca, costume, cultura e politica internazionale, lavorò per la televisione cominciando nel 1988 da Telecapodistria e poi dopo qualche anno nella redazione sportiva delle reti televisive Mediaset, occupandosi di calcio internazionale, in special modo la Liga spagnola. Ha seguito come inviato Europei e Mondiali di calcio. Con la nascita di Mediaset Premium (2005) per un decennio si è specializzato come inviato a bordo campo nelle telecronache delle partite di serie A e di Champions League. Nel 2016 col programma di Premium Sport “Il gol mai visto” in collaborazione con l’ex calciatore Luis Suárez ha restituito alla storia del calcio il gol più bello della carriera di Alfredo Di Stefano grazie a una ricostruzione digitale della rete del campione argentino (datata 1957), sfuggita a cineoperatori e fotografi, suscitando con questa iniziativa giornalistica vasta eco nei media di tutto il mondo (AS, 19.5.2016 pag.16, El Pais 19.5.2016). Nello stesso anno si è segnalato con una serie di scoop giornalistici sul caso Schwazer (https://www.ilfattoquotidiano.it/2018/07/28/caso-schwazer-urine-manipolate-si-riapre-il-caso-dellatleta-accusato-di-doping/4522201/
http://www.ilgiornale.it/news/sport/urine-schwazer-furono-manipolate-rivelazione-riapre-giallo-1559076.html
https://www.ilsussidiario.net/news/calcio-e-altri-sport/2018/7/27/caso-schwazer-l-esame-del-dna-rivela-la-manipolazione-delle-urine-esclusiva/832277/
) Nell'ottobre 2017, insieme al Procuratore nazionale antimafia e antiterrorismo Franco Roberti e al Procuratore della Repubblica di Como Nicola Piacente, viene invitato come relatore sul tema "L'impresa mafiosa e lo sport tra storia e presente" dal Comitato comasco dei sindaci contro le Mafie e la Criminalità organizzata.  Dal 2004 oltre agli impegni professionali si dedica a un lavoro educativo in scuole, università, polisportive,  oratori,  centri culturali,  aziende, raccontando, con supporto di materiale video, storie di sport come paradigma del vivere.  Attualmente è collaboratore di TV,  giornali, radio e testate web sia in Italia che all’estero.